# Sala (Familienname)
Sala ist ein italienischer und spanischer Familienname.

## Namensträger
- Adimaro Sala (vor 1950–2011), italienischer Filmschaffender und Romanautor
- Albert Sala (* 1981), spanischer Hockeyspieler
- Alessandro Sala (1816–1890), italienischer Komponist
- Alfred Sala (1866–1924), sächsischer Regierungsbeamter
- Andrea Sala (* 1993), italienischer Fußballtorhüter
- Angelo Sala (1576–1637), italienischer Arzt und Wissenschaftler
- Annamaria Sala (1930–2013), italienisch-deutsche Konzeptkünstlerin, siehe Annamaria & Marzio Sala
- Anri Sala (* 1974), albanischer Videokünstler
- Bartomeu Sala i Sala (1821–1895), spanischer Missionar
- Carlos Sala (* 1960), spanischer Leichtathlet
- Cecilia Sala (* 1995), italienische Journalistin, Autorin und Kriegsreporterin
- Claudio Sala (* 1947), italienischer Fußballspieler und -trainer
- Emiliano Sala (1990–2019), argentinischer Fußballspieler
- Emilio Sala Francés (1850–1910), spanischer Maler
- Emilio Grau Sala (1911–1975), spanischer Maler
- Enric Sala (* 1968), spanischer Meeresbiologe
- Gabriel Sala (* 1942), argentinischer Tänzer und Choreograf
- Gabriele Sala (* 1967), italienischer Kunstturner
- Giancarlo Sala (1926–1981), italienischer Automobilrennfahrer
- Giovanni Sala (Motorsportler) (* 1963), italienischer Endurosportler
- Giovanni B. Sala (1930–2011), italienischer Theologe und Philosoph
- Giovanni Domenico Sala (1579–1644), italienischer Mediziner und Hochschullehrer
- Giuseppe Sala (Verleger) (um 1643–1727), italienischer Musikverleger
- Giuseppe Sala (Politiker) (* 1958), italienischer Politiker, Bürgermeister von Mailand
- Giuseppe Antonio Sala (1762–1839), italienischer Kardinal
- Guido Sala (1928–1987), italienischer Motorrad- und Kartrennfahrer
- Isidro Sala Puigdevall (1940–2022), spanischer Fußballspieler und Kommunalpolitiker
- Isidro Sala Ribera (1933–2019), spanischer Geistlicher, Bischof von Abancay
- Jacopo Sala (* 1991), italienischer Fußballspieler
- Joan Cortada i Sala (1805–1868), katalanischer Schriftsteller
- John-Kacey Ferreira-Sala (* 2009), amerikanisch-samoanischer Fußballspieler
- Karolina Kochaniak-Sala (* 1995), polnische Handballspielerin
- Lorenzo Sala (Lorenzo Sale; † um 1716), Schweizer Architekt
- Louis Sala-Molins (* 1935), französischer Philosoph
- Luigi Sala (* 1974), italienischer Fußballspieler
- Luis Pérez-Sala (* 1959), spanischer Rennfahrer
- Luisella Sala (* 1945), italienische Schauspielerin
- Marco Sala (Fußballspieler, 1886) (1886–1969), italienischer Fußballspieler
- Marco Sala (Fußballspieler, 1999) (* 1999), italienischer Fußballspieler
- Marius Sala (1932–2018), rumänischer Linguist, Rumänist und Romanist
- Marzio Sala (1928–2009), italienisch-deutscher Konzeptkünstler, siehe Annamaria & Marzio Sala
- Maurizio Sandro Sala (* 1958), brasilianischer Automobilrennfahrer
- Milagro Sala (* 1964), argentinische Aktivistin
- Moussa Sala (1937–1992), nigrischer Offizier und Politiker
- Nicola Sala (1713–1801), italienischer Komponist
- Oscar Sala (1922–2010), brasilianischer Physiker
- Oskar Sala (1910–2002), deutscher Komponist elektronischer Musik
- Patrizio Sala (* 1955), italienischer Fußballspieler und -trainer
- Pierre Sala (1457–1529), französischer Schriftsteller
- Ramón Sala (* 1971), spanischer Hockeyspieler
- Sara Pérez Sala (* 1988), spanische Schwimmerin und Triathletin
- Sebastian Sala (1587–1652), italienisch-polnischer Architekt und Bildhauer
- Soraya Sala (Soraya Gomaa; * 1972), italienisch-schweizerische Schauspielerin
- Tommaso Sala (* 1995), italienischer Skirennläufer
- Vittorio Sala (1918–1996), italienischer Regisseur und Drehbuchautor
- Xavier Sala i Martín (* 1962), spanischer Ökonom, Hochschullehrer und Sportfunktionär